# المرأة في الدنمارك

لوحة بريشة الرسامة الدنماركية آنا أنكر بعنوان "في الداخل مع ابنة الرسامة هيلغا سيفن" (1890)

تأثرت شخصية المرأة في العصر الحديث، وتأثر وضعها التاريخي في الدنمارك، بمشاركتها في الحركات النسائية ومشاركتها السياسية في كتابة التاريخ الدنماركي. يمكن ملاحظة بصماتهن في المجالات السياسية، ومجالات الدفاع عن حق المرأة في التصويت، والأدب، بالإضافة إلى أمور أخرى عديدة.

## التاريخ
يعد الوضع القانوني والمدني والثقافي للمرأة في إسكندنافيا، في مجتمع ما قبل التاريخ، خلال العصر الحجري والعصر البرونزي والعصر الحديدي، غامضا إلى حد ما، ولكن بإمكاننا أن نعرف من مصادر من عصر الفايكنج، أن المرأة كانت حرة نسبيًا مقارنة بالرجال في المجتمعات المعاصرة والعصور الوسطى.
مع الانتشار التدريجي للكاثوليكية في مطلع العصور الوسطى في إسكندنافيا، أصبحت حقوق المرأة تخضع للتنظيم والقيود بشكل متزايد. خلال العصور الوسطى، نُظمت الحقوق القانونية للمرأة في الدنمارك من خلال قوانين المقاطعة، وقوانين تعود إلى القرن الثالث عشر، وبالتالي تختلف القوانين إلى حد ما من مقاطعة إلى أخرى: ومع ذلك، كانت المرأة المتزوجة عموما، تحت وصاية زوجها. كان للأبناء والبنات الحق في الميراث، على الرغم من أن وراثة الأخوات الإناث كانت نصف نسبة إرث الأخ الذكر.
نُظمت المدن بموجب قوانين المدينة. باستثناء الأرامل، الذين ورثن الحق في التحصل على أملاك أزواجهن الراحلين. لم يُسمح للنساء بالانضمام إلى النقابات، التي تحتكر معظم المهن في المدن: ومع ذلك، فمن الناحية العملية، كان من الشائع للغاية أن تتحصل المرأة، سواء كانت متزوجة أو لا،  على إعفاء، لإدارة شركة صغيرة من أجل دعم نفسها الخاص، وتصبح كوبيبون (سيدة أعمال)، وهي العادة التي استمرت حتى مُنحت المرأة نفس الحقوق التي يتمتع بها الرجل في التجارة في عام 1857.
صنف القانون المدني لعام 1683، أو قانون كريستيان 5. س دانسك لوف (الذي سُنّ أيضًا في مقاطعة النرويج الدنماركية باعتباره القانون المدني لعام 1687 أو كريستيان فنس نورسك لوف)،  جميع الإناث غير المتزوجات بصرف النظر عن سنهن، بأنهن قاصرات، تحت وصاية أقاربهن من الذكور، والنساء المتزوجات، تحت وصاية أزواجهن، بينما كانت الأرامل فقط من تُحسب أنها بلغت سن الرشد. كان هذا القانون ساري المفعول حتى القرن التاسع عشر: في عام 1857، صنفت النساء غير المتزوجات على أنهن بالغات لسن الرشد، في حين حصلت النساء المتزوجات على نفس الحقوق في عام 1899.
أُدرجت الفتيات  ليصبحن طالبات، في المحاولة الأولى لنظام المدارس الابتدائية العامة في عام 1739، على الرغم من أن هذه المحاولة لم تتحقق بالكامل حتى عام 1814. منذ ثمانينيات القرن التاسع عشر، أُنشأت مدارس للتعليم الثانوي للإناث في العاصمة كوبنهاغن، رغم أنه لم يُسمح آنذاك للمعلمات، إلا بتعليم الفتيات أو الفتيان صغار السن. كانت مدرسة «دوترسكولن آف 1791»، أول مدرسة مخصصة للإناث، وانتشرت بعد ذلك مدارس الفتيات خارج العاصمة، مع بداية  أربعينيات القرن التاسع عشر، وأُنشأت شبكة من مدارس البنات للتعليم الثانوي في الدنمارك. تحصلت النساء في عام 1875، على الإذن بالالتحاق بصفوف التعليم الجامعي. في قانون إمكانية الانضمام/الوصول المعدّل في عام 1921، مُنحت النساء رسميًا إمكانية الوصول إلى جميع المهن والمناصب في المجتمع باستثناء بعض المناصب العسكرية والكتابية ومنصب القضاة (مُنح في عام 1936).

## الحركة النسائية
كانت هناك فترتان رئيسيتان للحركة النسائية في الدنمارك. امتدت الأولى من 1870 إلى 1920، والثانية من 1970 إلى 1985. كانت الحركة النسائية الأولى تحت قيادة «دانسك كفينديسامفوند» («الجمعية النسائية الدنماركية»). كانت لين لوبلاو، واحدة من أبرز النساء في هذا العصر.  كانت تاجيا براندت أيضًا جزءًا من هذه الحركة، وأُسس على شرفها، منحة تاجيا براندت ريسيليجات، بما معناه منحة السفر للنساء. أدت جهود الجمعية النسائية الدنماركية «دانسك كفينديسامفوند» إلى وجود دستور دنماركي منقح عام 1915، مما أعطى المرأة خلال عشرينات القرن الماضي، الحق في التصويت وتوفير قوانين تضمن  تكافؤ الفرص بين الجنسين، والتي أثرت على التدابير التشريعية الحالية لمنح المرأة حق التعلم والعمل بالإضافة إلى الحقوق الزوجية وغيرها من الالتزامات.
في أعقاب المؤتمر الدولي للمرأة الذي عقد في لاهاي في عام 1915، أُسست سلسلة السلام النسائية الدنماركية في الدنمارك. ودعت النساء إلى تقديم المزيد من الدعم الدائم للسلام بعد انتهاء الحرب العالمية الأولى.
نُظمت الموجة الثانية من الحركة النسائية من قبل حركة الجورب النسائي الأحمر (الدنمارك). أدى هذا المجهود إلى إيجاد «النسوية المؤسسية» (التي تديرها الحكومة الدنماركية مباشرة) وإلى «تعميم تكافؤ الفرص» بين الرجال والنساء الدنماركيين.

## حق النساء في التصويت
حصلت النساء في الدنمارك على حق التصويت بتاريخ 5 يونيو عام 1915.
ناقشت جمعية المرأة الدانماركية، ودعمت بشكل غير رسمي، حق المرأة في التصويت منذ عام 1884، لكنها لم تدعمه علنًا حتى عام 1887، عندما دعمت اقتراح البرلماني فريدريك باجر بمنح المرأة حق الاقتراع البلدي. واستجابة للموقف الحذر لجمعية المرأة الدنماركية في مسألة حق المرأة في التصويت في عام 1886، أنشأت مالتيد باجر رابطة تقدم المرأة (1886-1904) للتعامل حصريًا مع الحق في الاقتراع، في الانتخابات البلدية والوطنية،  وفي عام 1887، طالبت النساء الدنماركيات علنًا، بحق المرأة في الاقتراع لأول مرة، من خلال جمعية تقدم المرأة. ومع ذلك، نظرًا لانخراط جمعية تقدم المرأة إلى حد كبير في حقوق العمال ونشاطها السلمي، فإن مسألة حق المرأة في التصويت لم تحظ في الواقع بالاهتمام الكامل، مما أدى إلى إنشاء حركة اقتراع صارمة للمرأة، «جمعية حق الاقتراع للمرأة» (1889-1897). اتحدت جمعية تقدم المرأة وجمعية حق الاقتراع للمرأة في عام 1890، مع خمس نقابات عمال لتأسيس جمعية حق الاقتراع للمرأة المتحدة، ومن خلال هذا النموذج، نُظمت حملة حية للدفاع عن حق المرأة في الاقتراع من خلال التحريض والتظاهر. ومع ذلك، بعد مواجهة مقاومة شديدة، قاربت حركة الاقتراع الدانمركية عن التوقف وذلك عند تفكك جمعية حق الاقتراع للمرأة المتحدة في عام 1893.
أُسست المنظمة الجامعة أو المظلة، لجنة التصويت التابعة لجمعية المرأة الدنماركية، في عام 1898، وأصبحت جزءًا من التحالف الدولي للدفاع عن حق المرأة في التصويت. تأسست في عام 1907، الرابطة الوطنية للدفاع عن حق المرأة في التصويت من قبل إيلنا مونش، ويوهان رامبوش، وماري هيلمر، رداً على ما اعتبروه موقفًا حذرا للغاية من جانب جمعية المرأة الدنماركية. نشأت الرابطة الوطنية للدفاع عن حق المرأة في التصويت من جمعية الاقتراع المحلية في كوبنهاغن، ومثلها مثل الجمعية الوطنية لحق المرأة في الاقتراع، فقد نجحت على الصعيد الوطني، في تنظيم جمعيات محلية أخرى من هذا القبيل. فازت النساء بالحق في التصويت في الانتخابات البلدية في 20 أبريل 1908. ومع ذلك، لم يُسمح لهن بالتصويت في انتخابات ريجسداجن حتى 5 يونيو 1915.

## التعيينات البرلمانية والانتخابات
إنتخب في عام 1918، مجموعة تتكون من 12 امرأة دانماركية في البرلمان الدنماركي. انتخب أربع من هؤلاء النساء في مجلس النواب (المعروف باسم فولكيتينجت)، في حين انتخب ثماني نساء دنماركيات لمجلس الشيوخ (المعروف باسم لاندستينجت). أصبحت نينا بانغ في عام 1942، أول وزيرة في الدنمارك، مما جعل الدانمرك ثاني بلد في العالم الذي نصب امرأة في منصب وزير. شغلت جيتي أندرسون منصب وزيرة العمل من 1993 إلى 1998. وعينت أندرسون لاحقًا في عام 1998 في منصب وزير أول للإنشاءات والإسكان. عُينت أندرسون في عام 1999 في منصب أول وزيرة دنماركية تدافع عن  المساواة بين الجنسين.
وانتخبت بعد عشرين سنة، وزيرة ثانية في الدانمرك (من عام 1924). بعد ذلك - في عام 2000 - زادت النساء العضوات في حكومة الدنمارك إلى 45%. كانت إيفا مادسن، أول امرأة في منصب عمدة والتي أصبحت عمدة ستيج في عام 1950.